# 牛頓巨鳥
牛頓巨鳥是澳洲一種大型不會飛的鳥，於5萬年前滅絕。牠們有巨型的喙，相信是肉食性的，但程度不明，可能是掠食者及食腐動物的混合。
其身高可達2公尺。
一項研究將多達700顆牛頓巨鳥的蛋殼进行年代测定，發現牠們在一段短時間內衰落及消失，氣候轉變很難成立為其成因，故此認為人類到來是令其滅絕的原因。
2024年的一項研究表明，牛頓巨鳥可能屬於雁形目，牛頓巨鳥所屬的馳鳥科是今天生活在南美洲的叫鴨的近親。

## 外部連結
- Australia's Lost Kingdoms